# Constantin Mavrocordato
Pour les articles homonymes, voir Mavrocordato.
Constantin Mavrocordato (dans les sources françaises), Constantinos Mavrocordatos (en grec) ou Constantin Mavrocordat (en roumain), né le 27 février 1711 à Constantinople et mort le 23 novembre 1769 à Iași, est un prince phanariote qui fut hospodar de Moldavie et de Valachie (les principautés roumaines alors vassales de l’Empire ottoman).

## Règnes multiples
Dans les principautés à majorité roumaine (Transylvanie, Moldavie et Valachie), le trône était, comme en Pologne et en Hongrie, électif : pour devenir souverain il fallait être élu par l’assemblée des aristocrates (Diète ou Divan) et, durant les périodes concernées (dont le XVIIIe siècle en Moldavie et Valachie), adoubé par le Sultan ottoman, suzerain des Principautés qui, non content d’en recevoir un gros tribut annuel, monnayait cher son accord. La durée moyenne d’un règne était de trois ans. Dans ce contexte, Constantin Mavrocordat cumule pourtant vingt-six ans de règne sur les deux principautés roumaines dont le plus long dure six ans consécutifs en Valachie.
Du 4 septembre au 15 octobre 1730, Constantin succède à son père Nicolae Mavrocordat comme hospodar de Valachie avec l’accord des boyards. Il est toutefois rapidement remplacé par Mihai Racoviță, ancien rival de sa famille qui avait corrompu le Divan pour la somme de 150 000 piastres. Constantin retrouve le trône de Valachie du 24 octobre 1731 au 16 avril 1733 en offrant de doubler le tribut payé par la principauté. De nouveau destitué, il est rétabli l’année suivante par le gouvernement du sultan Mahmoud Ier. 
C’est ainsi qu’il occupe encore quatre fois le trône de Valachie :
- du 25 novembre 1735 au 16 septembre 1741
- de juillet 1744 à avril 1748
- du 19 février 1756  au 14 août 1758
- du 16 juin 1761 au 20 mars 1763

Constantin Mavrocordato règne également à cinq reprises en Moldavie :
- du 16 avril 1733  au 27 novembre 1735
- du 24 septembre 1741 au 29 juin 1743
- d’avril 1748 au 31 août 1749
- du 29 juin 1769 à sa mort.

Ses nombreux chassés-croisés entre les trônes des deux principautés sont largement liés à la rivalité personnelle qui l’opposait à son cousin Grigore II Ghica et qui fut bien entendu instrumentalisée par le gouvernement ottoman pour faire monter les enchères. Si la responsabilité du trône était néanmoins si recherchée, c’est parce que six à dix mois suffisaient pour amortir l’investissement de bakchiches auprès des boyards, du Sultan et de ses conseillers, les taxes encaissées par le prince ensuite étant du bénéfice net pour lui, sa famille et sa clientèle... le tout au détriment de la paysannerie, en grande partie réduite au servage, des artisans et des marchands.

## Action politique
Moins « byzantin » que son père, Constantin qui parle couramment le roumain, mais aussi le français, est sensible à la souffrance du peuple et, ayant eu des précepteurs français, il est imprégné de l’esprit des Lumières. Il voit la situation politique et économique se dégrader, l’aristocratie et le clergé pressurer toujours plus la population (les monastères orthodoxes, soumis au patriarcat de Constantinople, possèdent d’immenses domaines, sont exemptés de taxes et envoient tous leurs bénéfices au patriarche ou au mont Athos) et perçoit la colère monter. Très cultivé, il s’entoure d’un personnel occidental de formation jésuite et humaniste, finance universités, écoles et hôpitaux, et constitue une bibliothèque à la réputation européenne (noyau de la bibliothèque académique actuelle, mais dont une partie a malheureusement brûlé lors des combats de la libération de 1989 à Bucarest).
Se définissant « non comme un homme du peuple, mais comme un homme pour le peuple », c’est un aristocrate qui encourage la renaissance culturelle roumaine mais cherche à éviter une révolution. Pour ce faire, et inspiré par l’exemple de Louis XIV de France, il limite la marge de manœuvre politique des boyards en interdisant leurs milices de gens d'armes et aussi en supprimant en 1739 l’armée nationale valaque dont les boyards étaient les officiers... alors qu’il conserve sa propre garde d’arnaoutes. Ainsi, les boyards deviennent une noblesse de fonction dont les titres sont fixés par les charges et offices civils détenus ; ils restent néanmoins exemptés des impôts dus au souverain et à l’église. En outre sa politique favorise toujours largement les Grecs, à qui les impôts indirects sont affermés et qui ne cherchent qu’à s’enrichir le plus rapidement possible ; ses derniers règnes sont d’ailleurs marqués par une série de prévarications.
Constantin Mavrocordat est donc un hospodar réformiste, et il le revendique, en publiant à Paris en 1741 dans le Mercure de France un projet de Constitution.
Toutefois les réformes qu’il met en œuvre sous couvert d’humanisme, sont en fait conçues, d’une part pour rationaliser l’exploitation fiscale de la paysannerie face à l’hémorragie que constitue la fuite des paysans asservis (qui forment des troupes de haïdoucs de plus en plus nombreuses et entreprenantes) et, d’autre part pour détruire l’assise de la puissance politique de la noblesse boyarde et du clergé, non pas tant face au peuple, que face au souverain. À la place des multiples contributions dues par les paysans, il instaure en 1740 un seul impôt direct payable en quatre termes. Pour tenter d’endiguer la fuite des paysans, il confirme par son édit du 12 mars 1746, que la redevance due par les paysans libres est de six jours de corvées par an et pas plus.
Les paysans fugitifs refusant toujours de réintégrer les domaines seigneuriaux, le prince Constantin les autorise à se racheter pour dix écus par personne dans un second édit du 5 août 1746 et inscrit dans la loi la pleine propriété des paysans sur leurs petites parcelles villageoises (potagers et basses-cours situés à l'intérieur des villages, au contact de leurs habitations) ainsi que le droit de vendre les produits de ces parcelles, en échange de douze jours de prestation par an. En Moldavie, l’édit du 12 janvier 1742 limite l’obligation des villageois libres des domaines ecclésiastiques à douze jours de travail par an et celle des serfs à vingt-quatre jours par an. Et finalement, il abolit le servage en 1748 en Valachie et le 1er janvier 1749 en Moldavie, ce qui donne aux principautés roumaines une avance de quarante ans sur l’empire d'Autriche et la France, et de 112 ans sur l’Empire russe (qui le rétablit en 1812 en Moldavie orientale lorsqu’il annexe cette région).
Sur le plan extérieur, il réussit à l’issue du traité de Belgrade de 1739, à recouvrer l’Olténie qui avait été occupée vingt-et-un ans par l’Autriche à la suite de la troisième guerre austro-turque.
Sa politique dans les principautés roumaines déplait à la « Sublime Porte » de Constantinople, ainsi qu'au Kaiser autrichien et au Tzar russe, sans même parler des aristocrates roumains et de l’Église orthodoxe. En conséquence, Constantin Mavrocordat fut le dernier prince à avoir été élu en 1730 par la Grande Assemblée des boyards de Valachie. Après son règne, le gouvernement ottoman nomma directement les hospodars en s’affranchissant définitivement des clauses des multiples traités antérieurs conclus avec les deux principautés vassales, qui prévoyaient l’élection des dirigeants par la noblesse avec une confirmation par la Sublime Porte. Néanmoins ses réformes sont conservées... mais mal appliquées, ce qui aboutira à la révolution de 1821 en Moldavie et Valachie.

## Décès
En 1769, lors de l’invasion de l’armée russe en Moldavie dans le cadre de la Guerre russo-turque de 1768-1774, il est blessé le 5 novembre par un soldat russe lors du combat de Galați ; fait prisonnier et détenu par les Russes à Iași, il meurt peu après de septicémie, faute de soins.

## Unions et Descendance
Constantin Mavrocordat contracta deux mariages:
- en 1728 avec Smaranda Cantacuzène morte en 1730
- en 1732 avec Catherine (Ecatarina) Rosetti dont il eut 3 filles et 3 fils :
  - Ion Mavrocordat né en 1740
  - Alexandru Mavrocordat, qui sera Hospodar de Moldavie
  - Dimitrie Mavrocordat (1744-1817)